# Волохский гусарский полк
Волохский (Волошский, Воложский) гусарский полк — кавалерийская часть (гусарский полк) Русской императорской армии, существовавшая в 1769—1783 годах.
В литературе встречаются следующие наименования полка — Волошский гусарский полк, Воложский гусарский полк. В статье представлены все формирования гусарского полка (поселённого и полевого) с наименованием Волошский.

## История
Для умножения регулярной кавалерии, состоявшей из одних драгун, царь Пётр Алексеевич сформировал, в 1707 году, легкоконную команду в 300 человек, под наименованием Волошской хоронгвы, приняв на русскую службу волошского выходца Апостола Кигеча, который имел быть её комендантом. В Русской армии к 1711 году уже числилось 6 Волошских полевых полков и ещё были сформированы Сербская и Польская хоронгвы. К  концу 1711 года Сербская и Польская хоронгвы были распущены, за исключением 1 500 человек, составивших три команды: Венгерскую, Волошскую и Казачью, по 500 человек в каждой. К 1721 году были уничтожены и эти команды.
В период Русско-турецкой войны, 1735–1739 годов, был создан Иррегулярный Воложский гусарский корпус. В другом источнике указано что во время войны с Турцией (Османской империей), в период с 1736 года по 1740 год, были сформированы: Венгерский гусарский полк (500 человек личного состава, из венгров) и Волошский корпус (1 000 человек личного состава, из молдаван и валахов), командиром которого в 1738 году назначен был князь Кантемир.
Полк сформирован в 1769 году по штатам полевого 6-ти эскадронного гусарского полка из «валашских выходцев», расселённых в Новороссийской губернии. А в Русском биографическом словаре А. А. Половцова сказано что в 1771 году в русскую службу был принят полковником князь Радукан Кантакузен, вместе со сформированным им на свой счёт из уроженцев Валахии полком, названным Волохским гусарским. Полковник Радукан Кантакузен во главе полка участвовал в 1771 и 1773 годах во многих сражениях, особенно отличившись при осаде Силистрии.
В 1775 году стал поселенным. В 1776 году из поселенного полка вновь составлен Волохский гусарский полк.
В 1780 году три эскадрона полка во главе с подполковником Л. И. Депрерадовичем направлены на усмирение переселенцев в Крыму. 
Ряд реформ, предпринятых Потемкиным в Русской армии, коснулся и гусарских полков, которые существенным образом изменили организацию Екатеринославской и Украинской конниц. Все гусарские полки, за исключением Лейб-Гусарского эскадрона, были переформированы в течение 1783 и 1784 годов в легкоконные и утратили навсегда характер иррегулярных поселенных войск. В 1783 году 28 июня Волошский полк пошёл на составление Константиноградского легкоконного полка.

## Знамённый герб
В 1775 году по заданию Военной коллегии был составлен новый (по сравнению со Знаменным гербовником Миниха) знаменный гербовник. Основную работу по составлению гербовника взял на себя герольдмейстер князь М. М. Щербатов. Поэтому гербовник получил в литературе название «Гербовник Щербатова». В Гербовнике содержались изображения 35 гербов для знамён новых полков, в том числе «Воложского».
Описание герба: щит, у коего «вверху Государственный герб на золотом фоне [то есть вверху выходящий двуглавый орёл]; низ серебряный, чёрный ворон» (по В. Звегинцову) (ворон присутствует в гербе Валахии).

## Известные люди, служившие в полку
- Кантакузен, Николай Родионович — прапорщик, в семилетнем возрасте, по особому Высочайшему повелению принят в сформированный его отцом Волохский гусарский полк[7];
- Депрерадович, Николай Иванович, генерал от кавалерии.